# واکنش وورتز–فیتیگ
واکنش وورتز-فیتیگ یک واکنش شیمیایی میان یک آریل هالید با یک آلکیل هالید و فلز سدیم در حضور اتر خشک است.  این واکنش برای اولین بار، توسط چارلز آدولف وورتز در سال ۱۸۵۵ گزارش شد.   این واکنش در ابتدا و به صورت سنتی تنها شامل جفت شدن دو گروه آلکیل هالید بود،   با این‌حال ویلهلم فیتیگ با توسعه این واکنش به آریل‌ هالیدها در دهه ۱۹۸۰ میلادی، عملا راه را برای انجام واکنش جفت شدن متقاطع وورتز میان یک آلکیل و یک آریل فراهم نمود   نام واکنش به افتخار هر دو نفر، به صورت وورتز-ویتیگ گذاشته شده است. 

## مکانیزم
به صورت کلی دو روش اصلی بریا توصیف سازوکار انجام واکنش وجود دارد.  در روش اول، ابتدا با مداخله سدیم، گونه رادیکالی آریل و آلکیل تشکیل می‌شود و در مرحله بعد این دو گونه رادیکالی با یکدیگر تشکیل یک پیوند کربن-کربن جدید را می‌دهند.
در روش دوم، در ابتدا یک گونه آلی فلزی از سدیم و ترکیب آریل ایجاد می‌شود و در مرحله بعد، این گونه آریلی تشکیل شده به عنوان یک هسته‌دوست به آریل هالید موجود حمله و منجر به تشکیل یک پیوند کربن-کربن جدید می‌شود.